# Belgischer Rundfunk
La Belgischer Rundfunk (BRF) è un'azienda che offre il servizio pubblico radiotelevisivo per la Comunità germanofona del Belgio.

## Storia
Il 1º ottobre 1945 l'INR/NIR (Institut National de Radiodiffusion/Nationaal Instituut voor de Radio-omroep) lanciò dalla propria sede di Bruxelles la sua prima trasmissione radiofonica in lingua tedesca. Dopo che l'INR/NIR cambiò nome in RTB/BRT (Radio-Télévision belge/Belgische Radio- en Televisieomroep), nel 1961 l'azienda fondò a Liegi una stazione radio che trasmetteva nella stessa lingua. Nel 1977, in seguito alla federalizzazione dello Stato belga, da una branca della RTB nacque la BRF, al tempo dotata di soli due canali radiofonici. Nell'ottobre 1999 la BRF, con l'apertura di una propria rete, si estese anche al mercato televisivo.

## Offerta
La BRF dispone dell'offerta radiotelevisiva pubblica meno ampia d'Europa.

### Canali radiofonici
- BRF1: è il primo canale radio. Trasmette il radiogiornale e programmi di musica classica, rock e pop.
- BRF2: è il secondo canale radio. Trasmette musica pop e folk.

### Canali televisivi
- BRF TV: è l'unico canale televisivo edito dall'azienda. È dotato di una programmazione generalista a carattere regionale.